# Marc Finaz
Pour les articles homonymes, voir Finaz.
Marc Finaz, né le 9 février 1815 à Saint-Chamond, Loire (France) et décédé le 22 décembre 1880 à Tananarive (Madagascar), était un prêtre jésuite français, missionnaire catholique à Madagascar et Préfet apostolique.

## Biographie
Membre de la Compagnie de Jésus, il fut le préfet apostolique des petites îles autour de Madagascar, dont il fut l'apôtre. Il introduisit le christianisme dans le Betsileo.
Il parvint également à entrer à la cour de Ranavalona Ire en se faisant passer pour un savant du nom de 'M. Hervier', secrétaire de Joseph Lambert. C'est ainsi qu'il célébra une messe clandestine en présence du prince Rakoto le 8 juillet 1855 dans la propriété de Jean Laborde.